# Scott Sunderland (Radsportler, 1966)

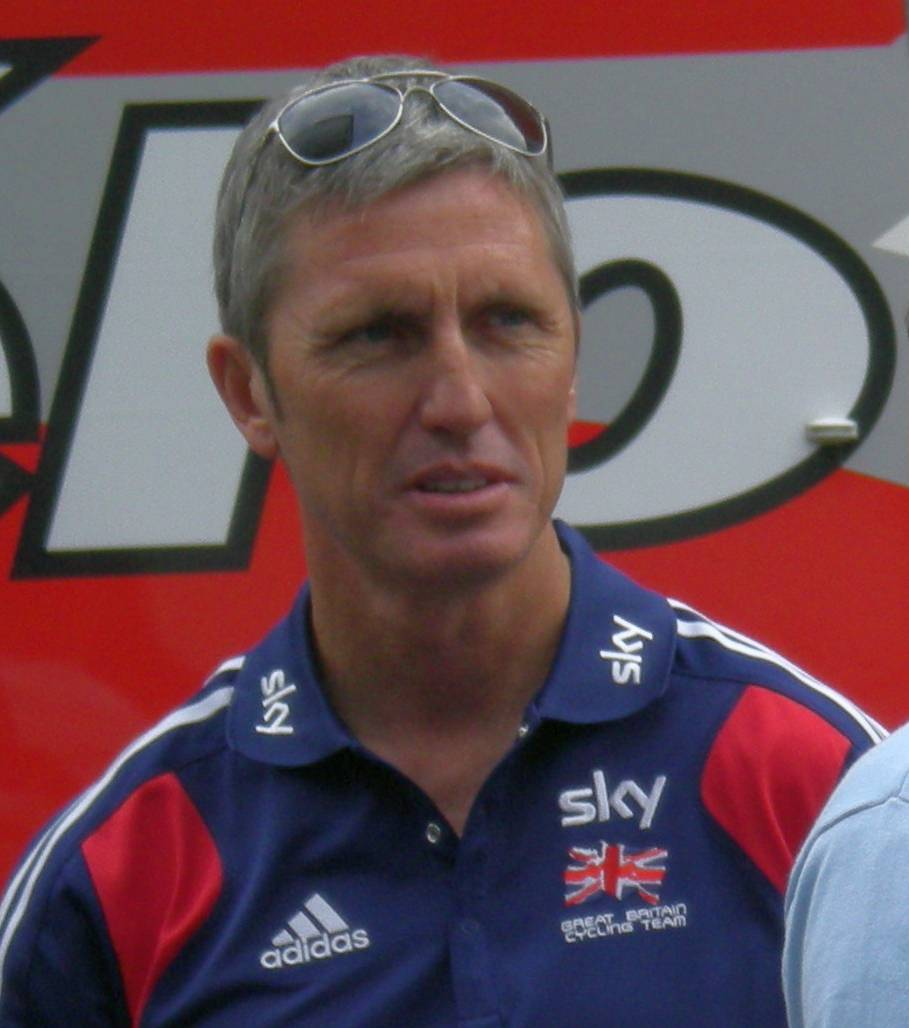
Scott Sunderland

Scott G. Sunderland (* 28. November 1966 in Inverell) ist ein ehemaliger australischer Radrennfahrer und heutiger Sportlicher Leiter.

## Sportliche Karriere
1986 wurde Scott Sunderland Australischer Amateur-Meister auf der Straße. 1990 trat er zu den Profis über und fuhr als solcher bei allen wichtigen Straßenrennen, vor allem in Europa, mit. Er beendete die Tour de France zweimal, startete dreimal beim Giro d’Italia sowie viermal bei der Vuelta und konnte mehrere Etappensiege für sich verbuchen; vordere Plätze in den Gesamtwertungen blieben ihm jedoch versagt.
Noch als Amateur, 1988, gewann Sunderland den Giro del Mendrisiotto, 2001 den Grand Prix Fourmies sowie den Grand Prix Pino Cerami. 1994 siegte er in der Schynberg-Rundfahrt. Er erlitt zahlreiche Stürze und Verletzungen während seiner Karriere, am spektakulärsten war jedoch sein Unfall beim Amstel Gold Race 1998, als er versehentlich von seinem eigenen Sportlichen Leiter Cees Priem mit dem Auto angefahren wurde, während dieser den Teamkollegen Peter Van Petegem mit Proviant versorgte. Bei diesem Unfall erlitt Sunderland schwere Kopfverletzungen, und es dauerte ein Jahr, bis er wieder Rennen fahren konnte. 2004 fuhr er seine letzte Tour de France und trat dann zurück.

## Berufliches
Von 2004 bis 2008 war Scott Sunderland Sportlicher Leiter des Teams CSC von Bjarne Riis. 2008 betreute er das Cervélo TestTeam; im Jahr darauf wurde er Sportlicher Leiter des britischen Straßen-Nationalteams. Bis Mai 2010 war Sunderland Sportlicher Leiter des Team Sky, das er wegen einer schweren Erkrankung des jüngeren Sohnes verließ. 2019 wurde er Sportdirektor des Unternehmens Flanders Classics und ist als solcher künftig für flämische Radklassiker wie Gent–Wevelgem, Omloop Het Nieuwsblad, die Flandern-Rundfahrt und weitere Rennen in der Region verantwortlich. Zudem ist er Renndirektor des Cadel Evans Great Ocean Road Race.

## Privates
Scott Sunderland ist mit einer Belgierin verheiratet; seine Frau arbeitet als Autorin. Das Paar lebt in  Belgien und hat zwei Söhne.